# Monteneuf
Monteneuf is een gemeente in het Franse departement Morbihan (regio Bretagne) en telt 660 inwoners (1999). De plaats maakt deel uit van het arrondissement Vannes.

## Geografie
De oppervlakte van Monteneuf bedraagt 31,0 km², de bevolkingsdichtheid is 21,3 inwoners per km².
De onderstaande kaart toont de ligging van Monteneuf met de belangrijkste infrastructuur en aangrenzende gemeenten.

## Demografie
Onderstaande figuur toont het verloop van het inwonertal (bron: INSEE-tellingen).